# مسجد حاج بانی
مسجد حاج بانی (به ترکی آذربایجانی: Hacı Bani Məscidi) مسجدی است که در قسمت شهر قدیمی باکو قرار گرفته و اثر دارای اهمیت ملی می‌باشد.

## دربارهٔ مسجد
در قرابت مجموعه کاخ شروان‌شاهان واقع شده‌است. بر پایه کتیبه ای موجود بر روی نمای ساختمان، این مسجد از سوی معمار «بانی» در قرن ۱۶ بنا شده‌است. در بخش مرکزی بام، گنبدی وجود دارد. روبروی در ورودی نیز یک محراب بزرگ بنا احداث گردیده‌است.
در کتیبهٔ دیگری آمده‌است، که این مسجد در سال ۱۳۲۰ هجری فمری تحت بازسازی قرار گرفت. هنگام این مرمت، تالار و بخش زنانه موسوم به «شبستان» به بنای مسجد اضافه گردید. با ساخت دو پنجره نیمه دایره ای، تالار عبادت روشن‌تر شد. در حین بازسازی سبک و سیاق معماری سنتی داخل و خارجی مسجد مورد حفاظت واقع شد و هیچ گونه تغییری نیافت.